# ノドグロアオジ

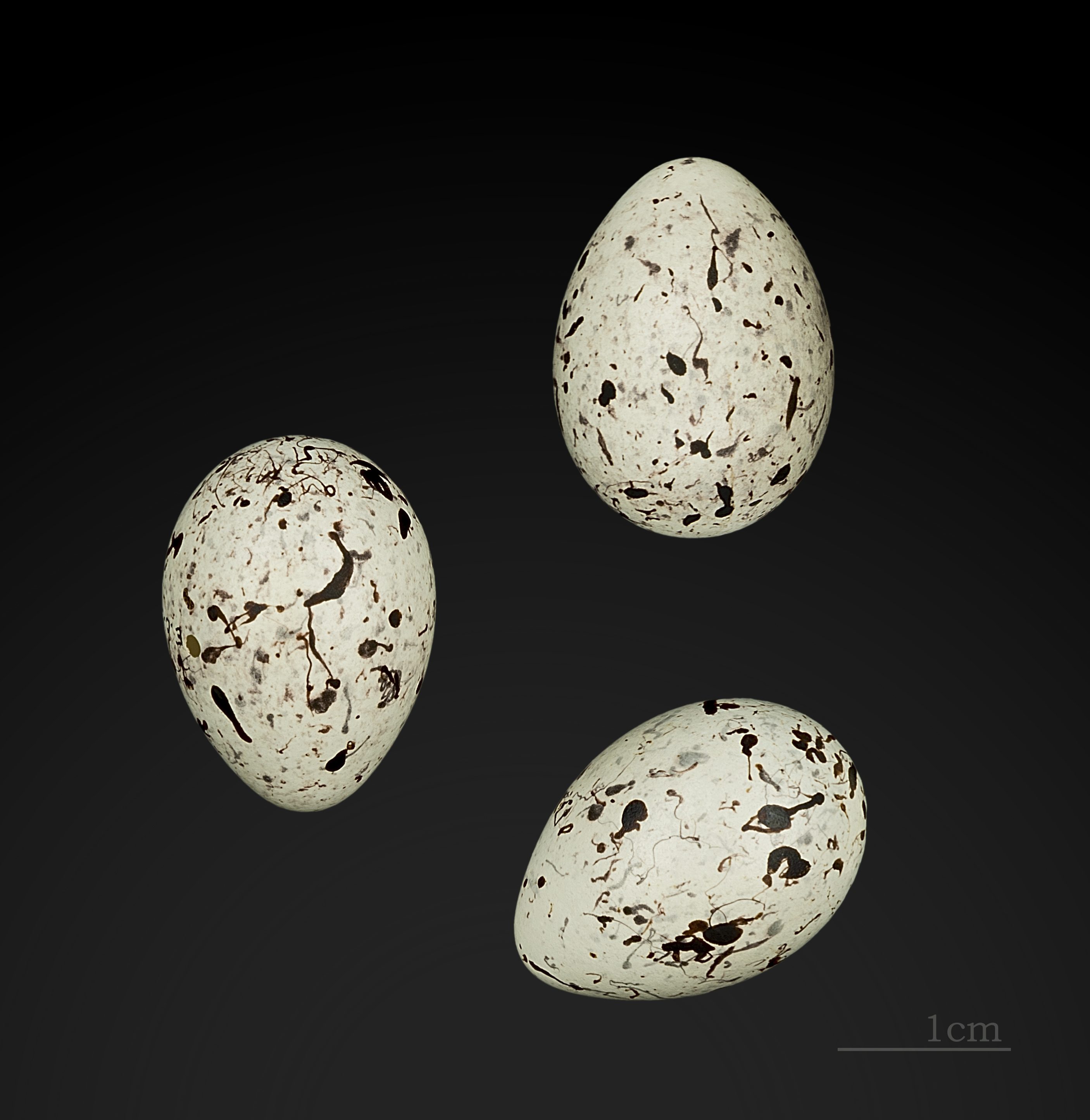
Emberiza cirlus

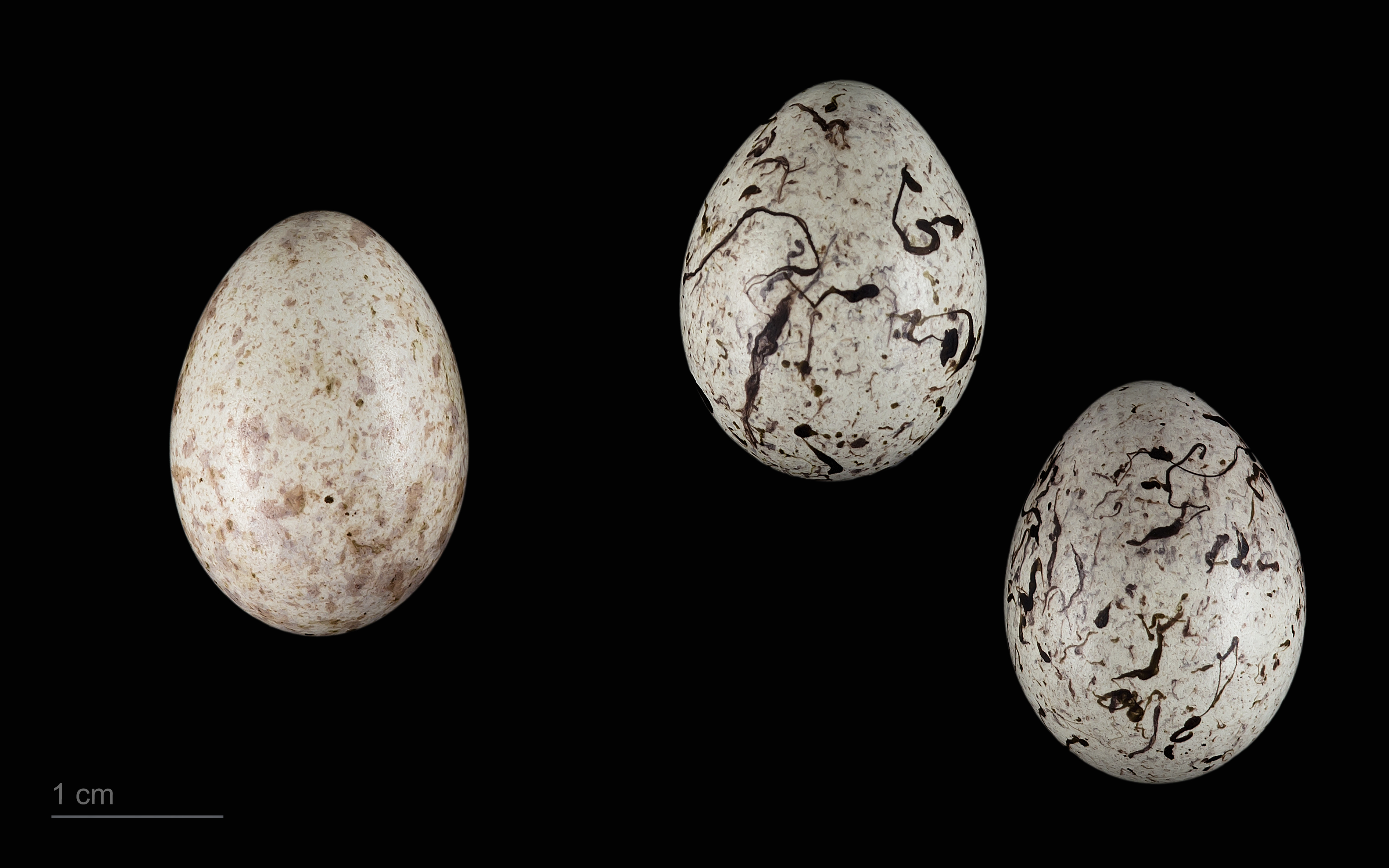
Cuculus canorus canorus + Emberiza cirlus

ノドグロアオジ（学名：Emberiza cirlus）は、鳥の一種。
名前の由来は、アオジに似た種で、喉が黒いことより。
日本では観察されていない。